# Ulster Rugby
Ulster Rugby es un equipo profesional de rugby de la ciudad de Belfast, en Irlanda del Norte, que compite en el United Rugby Championship representando a la región de Úlster.
Ulster Rugby organiza la práctica amateur del rugby en Úlster, una de las 4 provincias históricas de Irlanda que abarca los 6 condados que componen Irlanda del Norte y otros 3 condados pertenecientes a la República de Irlanda.
El equipo juega como local en estadio de Ravenhill, construido en 1923, cuya capacidad ha sido ampliada recientemente a 12 300 espectadores al reconstruirse una de las gradas laterales. Utiliza camiseta blanca con vivos rojos.

## Historia
Desde la profesionalización de rugby a mediados de los años 1990, Ulster Rugby comenzó a participar como club profesional en la Heineken Cup, que es la máxima competición continental, y en el Pro 14, en la que se enfrentan las cuatro regiones irlandesas, los cuatro equipos profesionales de Gales, los dos de Escocia, y ahora también dos equipos de Italia y Sudáfrica, y que es una de las tres grandes ligas de rugby que hay en Europa junto a la inglesa y a la francesa.
En la temporada 1998/99, Ulster Rugby se convirtió en el primer club irlandés de rugby en proclamarse campeón de Europa al derrotar en la final de la Heineken Cup al Colomiers francés por 21 a 6, aprovechando que ese año no competían los clubs ingleses.
En la temporada 2005/06 el club conquistó por primera vez la Magners League, perdiendo solo cuatro partidos después de 22 jornadas, gracias a un decisivo drop desde 40 metros en el último minuto del último partido de su histórico apertura David Humphreys.
Muchos grandes jugadores han militado en las filas de Ulster Rugby, como los irlandeses Willie John McBride, Mike Gibson, David Humphreys, el sudafricano Ruan Pienaar, o el expresidente de la IRB Syd Millar, entre otros.

## Palmarés

### Torneos europeos
- Copa de Campeones de Europa (1): 1998-99
- Subcampeón Copa de Campeones Europeos de Rugby (1): 2011-12

### Torneos locales
- United Rugby Championship (1): 2005-06
- Copa Celta (1): 2003-04
- Interprovincial Championship (26): 1946-47, 1950-51, 1951-52, 1953-54, 1955-56, 1956-57, 1966-67, 1967-68, 1969-70, 1970-71, 1972-73, 1974-75, 1975-76, 1976-77, 1977-78, 1982-83, 1984-85, 1985-86, 1986-87, 1987-88, 1988-89, 1989-90, 1990-91, 1991-92, 1992-93, 1993-94.
- Subcampeón United Rugby Championship (3): 2003-04, 2012-13, 2019-20